# هادي آل عباس
هادي آل عباس (بالإنجليزية: َ Hadi Al Abbas)‏؛ مواليد 29 نوفمبر 1985 في القطيف ، السعودية، هو لاعب كرة قدم سعودي .
لعب سابقا لنادي الخليج ونادي الترجي .

## وصلات خارجية
- هادي آل عباس على موقع قاعدة بيانات كرة القدم.إي يو (الإنجليزية)
- هادي آل عباس على موقع Soccerway.com (الإنجليزية)